# Anna Golubkina
Anna Golubkina, född 1864, död 1927, var en rysk/sovjetisk skulptör.
En krater på Venus – Golubkina – har fått sitt namn efter henne. Utnämningen skedde 1985.